# Reprezentacja Szwajcarii w piłce nożnej mężczyzn
Reprezentacja Szwajcarii w piłce nożnej mężczyzn – zespół biorący udział w imieniu Szwajcarii w zawodach piłkarskich. Jeden z pionierów piłki nożnej. Pierwsze lokalne kluby powstawały tam już od lat 60. XIX wieku. W roku 1899 szwajcarski emigrant Hans Gamper założył w stolicy Katalonii klub FC Barcelona. W 1958 ówczesny selekcjoner reprezentacji Szwajcarii Karl Rappan wymyślił system gry oparty na twardej obronie (verrou, tzw. "szwajcarski rygiel"). Pochodną od tej właśnie koncepcji jest włoskie catenaccio.
Szwajcarski Związek Piłki Nożnej został powołany pod koniec XIX wieku. Od roku 1904 Szwajcaria jest członkiem FIFA, a od 1954 – UEFA. Największy sukces na arenie międzynarodowej odnieśli w roku 1924, kiedy na Igrzyskach Olimpijskich w Paryżu ich zespół zdobył srebrny medal.
Najlepsze wyniki w finałach mistrzostw świata (ćwierćfinał) osiągali w latach 1934, 1938 i 1954.
Od 2001 do 2008 roku selekcjonerem kadry był Jakob Kuhn, pierwszy od 1989 roku Szwajcar na tym stanowisku. Najpierw po ośmioletniej przerwie wprowadził Szwajcarów do mistrzostw Europy, a dwa lata później – do Mundialu 2006. Na tym drugim turnieju jego podopieczni zajęli w rozgrywkach grupowych pierwsze miejsce (wyprzedzili m.in. przyszłych wicemistrzów świata Francuzów), ale w 1/8 finału nie dali rady Ukraińcom.
Na sukces reprezentacji złożyły się także dobre występy najlepszego w ostatnim czasie klubu szwajcarskiego FC Basel. Zespół prowadzony od 2000 roku przez Christiana Grossa w sezonie 2002-2003 jako drugi zespół ze Szwajcarii awansował do fazy grupowej Ligi Mistrzów. Wyprzedził w niej Liverpool i Spartak Moskwa i z drugiego miejsca awansował do dalszych gier, gdzie jednak nie dał rady Manchesterowi United, Juventusowi i Deportivo La Coruña.
Trzon drużyny narodowej stanowili zawodnicy młodzi, głównie dawni podopieczni Kuhna z reprezentacji juniorskich i młodzieżowych. W bramce pewną pozycję miał Pascal Zuberbühler, zawodnik wprawdzie wtedy już 36-letni, ale tuż przed nim występowali 24-letni wówczas Philipp Degen z Borussii Dortmund i o dwa lata młodszy Philippe Senderos, który wraz z londyńskim Arsenalem wystąpił w finale Ligi Mistrzów 2005-06. Liderem drugiej linii był Johann Vogel z Blackburnu Rovers. Ostatnio coraz pewniejszą pozycję mają pomocnicy Tranquillo Barnetta (31, Philadelphia Union), Valon Behrami (31, Watford F.C.) i Blerim Džemaili (32, Genoa CFC). Miejsce w ataku zarezerwowane było dla Alexandra Freia (wówczas 28-letniego zawodnika FC Basel), do niedawna jednego z najskuteczniejszych napastników Ligue 1 w barwach Stade Rennais
Sam Kuhn wielokrotnie podkreślał, że jego młodzi piłkarze powinni rozkwitnąć dopiero na Euro 2008, którego Szwajcaria była współgospodarzem. Jednak Szwajcarzy zakończyli udział w tym turnieju na fazie grupowej.
Po Euro 2008, Kuhn zakończył pracę z kadrą. Od 1 lipca 2008 reprezentację prowadził Ottmar Hitzfeld. Po zakończeniu Mundialu w 2014 podał się do dymisji. Zastąpił go Vladimir Petković.
Od lat 90. XX w. piłkarze Szwajcarii występują pod flagą prostokątną – jest ona prezentowana podczas grania hymnu przed meczem. Na koszulkach widnieje zaś flaga kwadratowa.

## Historia

### Lata 1994-1996
W roku 1994 Szwajcarzy prowadzeni przez Anglika Roya Hodgsona doszli do 1/8 finału mistrzostw świata. Dwa lata później (awans wywalczył Hodgson, ale w turnieju drużynę prowadził Artur Jorge) zadebiutowali na mistrzostwach Europy.
W bramce od początku lat 90. niepodważalną pozycję miał (reprezentacyjną karierę zakończył w 2001 roku) Marco Pascolo. Zawodnik m.in. FC Zürich, Nottingham Forest F.C. i Cagliari Calcio był wyróżniającym się zawodnikiem na obu turniejach, a po Euro 1996 znalazł się w czwórce najlepszych bramkarzy turnieju. Polscy kibice mogą go pamiętać z towarzyskiego meczu w Larnace, a także z występów w Servette FC, kiedy w sezonie 2002–03 klub ten został wyeliminowany z Pucharu UEFA przez Amikę Wronki.
Mistrzostwa Europy były zwieńczeniem kariery 36-letniego obrońcy Alaina Geigera, który dwa lata wcześniej zagrał we wszystkich meczach na Mundialu. Filarem defensywy na obu turniejach byli także Marc Hottiger oraz młody Yvan Quentin. W 1994 roku na środku obrony występował Dominique Herr, na Euro zastąpiony Ramonem Vegą. W 1996 roku na wielkiej imprezie piłkarskiej debiutował 22-letni Stéphane Henchoz, w 2001 roku zdobywca Pucharu UEFA z Liverpoolem.
Najwięcej zmian zaszło w linii pomocy. Po mistrzostwach świata karierę zakończył doświadczony Georges Bregy, poza tym trener Artur Jorge zrezygnował z usług Christophe'a Ohrela i, co dla szwajcarskich kibiców było największym zaskoczeniem, Alaina Suttera. Ich miejsce zajęli młodzi i nieograni na europejskich boiskach – 23-letni Sebastien Jeanneret oraz 19-letni Johann Vogel, obecnie zawodnik A.C. Milan. Ogromnym zaufaniem obu selekcjonerów cieszył się za to Ciriaco Sforza, suweren środka boiska, pomocnik Bayernu Monachium, który w obu turniejach należał do najlepszych zawodników reprezentacji.
W ataku pewne miejsce miał (aż do 2004 roku) kapitan drużyny i jeden z najbardziej znanych szwajcarskich piłkarzy Stéphane Chapuisat. W roku 1997 był podstawowym zawodnikiem Borussii Dortmund i wraz z nią zdobył Puchar Mistrzów. W 1994 roku jego partnerem w linii napadu Szwajcarii był zawodnik VfB Stuttgart Adrian Knup, a dwa lata później – rezerwowy na Mundialu Marco Grassi oraz Kubilay Türkyılmaz, który zresztą zdobył jedyną dla Szwajcarów bramkę w Mistrzostwach Europy 1996.
MISTRZOSTWA ŚWIATA USA 1994:

Mecze grupowe:

• 18 czerwca, Detroit  Stany Zjednoczone 1:1 (Bregy '39)
 
• 22 czerwca, Detroit  Rumunia 4:1 (Sutter '16, Chapuisat '53, Knup '66 i '69)

• 26 czerwca, San Francisco  Kolumbia 0:2

1/8 finału:

• 2 lipca, Waszyngton  Hiszpania 0:3
MISTRZOSTWA EUROPY ANGLIA 1996:

Mecze grupowe:

• 8 czerwca, Londyn  Anglia 1:1 (Türkyılmaz '84k.)

• 13 czerwca, Birmingham  Holandia 0−2

• 18 czerwca, Birmingham  Szkocja 0−1

### Lata 2004-2006
Po nieudanych dla Szwajcarów eliminacjach kolejno do Mistrzostw Świata we Francji w 1998, Mistrzostw Europy w 2000 roku i Mistrzostw Świata w Korei i Japonii w 2002 roku, przyszedł czas na eliminacje do Mistrzostw Europy 2004. Szwajcarzy trafili w nich do grupy 10 razem z Rosją, Irlandią, Albanią i Gruzją. Zdobyli w niej 15 punktów w ośmiu spotkaniach odnosząc cztery zwycięstwa: z Gruzją (4:1), Irlandią (2:1), Albanią (3:2), oraz Irlandią (2:0)trzykrotnie remisując: z Albanią (1:1), Gruzją (0:0), i Rosją (2:2), oraz raz przegrywając z Rosją (1:4). Pozwoliło im to awansować bezpośrednio z pierwszego miejsca w grupie.
Na turnieju w Portugalii Szwajcarzy trafili do grupy B razem z Francją, Anglią i Chorwacją. Po jednym remisie z Chorwacją (0:0), i dwóch porażkach z Anglią (0:3) i Francją (1:3) z jednym punktem na koncie pożegnali się z turniejem.
Następną imprezą do której udało im się zakwalifikować, były Mistrzostwa Świata 2006 w Niemczech. W eliminacjach do Mundialu znaleźli się w grupie 4 razem z Francją, Izraelem, Irlandią, Cyprem i Wyspami Owczymi. Z dorobkiem 18 punktów na koncie po 4 zwycięstwach: dwukrotnie z Wyspami Owczymi (6:0 i 3:1), i Cyprem (1:0 i 3:1), i sześciu remisach: z Irlandią (1:1 i 0:0), Izraelem (2:2 i 1:1), Francją (0:0 i 1:1) zajęli drugie miejsce w grupie ustępując jedynie Francji.
Na MŚ 2006 grali w grupie G razem z Francją, Koreą Południową i Togo. Po dwóch zwycięstwach z Togo i Koreą Południową (oba spotkania wygrane 2:0), oraz jednym remisie z Francją 0:0, z siedmioma punktami na koncie awansowali z pierwszego miejsca w grupie do 1/8 finału. W tej fazie Zmierzyli się z reprezentacją Ukrainy, z którą przegrali po karnych 0:3 (po 120 minutach 0:0), i odpadli z turnieju.

### Lata 2008-2010
Rok 2008 był rokiem, w którym Szwajcaria organizowali wspólnie z Austrią Mistrzostwa Europy. Mieli zatem zapewniony udział w tej imprezie bez eliminacji. Znaleźli się więc w grupie A razem z Portugalią, Turcją i Czechami. Po jednym zwycięstwie z Portugalią 2:0 i dwóch porażkach: z Czechami (0:1), oraz Turcją (1:2) z trzema punktami na koncie odpadli z rozgrywek po fazie grupowej. Po turnieju do dymisji podał się dotychczasowy trener Szwajcarów Jakob Kuhn, zastąpiony jeszcze w tym samym roku przez Ottmara Hitzfelda.
Dzięki niemu reprezentacja Szwajcarii uzyskała bezpośredni awans na Mistrzostwa Świata 2010 w RPA, zajmując w swojej grupie eliminacyjnej (Grecja, Łotwa, Izrael, Luksemburg, Mołdawia) pierwsze miejsce z dorobkiem 21 punktów po sześciu zwycięstwach, trzech remisach i jednej porażce.
Na Mistrzostwach Świata 2010 Szwajcarzy znaleźli się w grupie H razem z Hiszpanią, Chile i Hondurasem. Po jednym zwycięstwie (z Hiszpanią 1:0), jednym remisie (z Hondurasem 0:0) i jednej porażce (z Chile 0:1) Szwajcarzy z czterema punktami na koncie zakończyli swój udział w turnieju na fazie grupowej.

### Lata 2014-2016
Po nieudanych dla Szwajcarów eliminacjach do Euro 2012, nadszedł czas na eliminacje do Mistrzostw Świata w Brazylii. Szwajcarzy zajęli w nich pierwsze miejsce, zdobywając 24 punkty odnosząc siedem zwycięstw, trzy razy remisując i nie ponosząc ani jednej porażki. Uzyskali tym samym bezpośredni awans do turnieju finałowego.
Na Mundialu w Brazylii Szwajcarzy trafili do grupy E z Francją, Ekwadorem i Hondurasem. Po dwóch zwycięstwach (z Ekwadorem 2:1 i Hondurasem 3:0) i jednej porażce (z Francją 2:5) z sześcioma punktami na koncie awansowali do 1/8 finału. Zmierzyli się tam z reprezentacją Argentyny, z którą przegrali po dogrywce 0:1. Po Mistrzostwach w Brazylii z posady selekcjonera zrezygnował Ottmar Hitzfeld. Zastąpił go Vladimir Petković.
W eliminacjach do Euro 2016 znaleźli się w grupie E razem z Anglią, Słowenią, Estonią, Litwą i San Marino. Zajęli w niej drugie miejsce z dorobkiem 21 punktów po siedmiu zwycięstwach i trzech porażkach, ustępując jedynie miejsca Anglikom. Na Mistrzostwach Europy 2016 Szwajcarzy zagrali w grupie A razem z gospodarzem turnieju Francją, Albanią i Rumunią. Po jednym zwycięstwie (z Albanią 1:0) i dwóch remisach (z Rumunią 1:1 i Francją 0:0), z pięcioma punktami na koncie awansowali do 1/8 finału. Spotkali się tam z reprezentacją Polski, z którą przegrali po serii rzutów karnych 4:5 (po 120 minutach 1:1). Zakończyli tym samym swój udział w turnieju.

### 2018
Szwajcarzy w eliminacjach do Mistrzostw Świata 2018 w Rosji grali w grupie B razem z Portugalią, Węgrami, Wyspami Owczymi, Łotwą i Andorą. Mimo zdobycia 27 punktów w dziesięciu meczach po dziewięciu zwycięstwach i jednej porażce zajęli drugie miejsce w grupie (identyczną liczbę punktów oraz bilans spotkań miała Portugalia. O ostatecznej kolejności w tabeli i bezpośrednim awansie zadecydował zatem bilans bramkowy - 32:4 na korzyść Portugalczyków). Helweci musieli zatem zagrać w barażach o awans. Spotkali się w nich z reprezentacją Irlandii Północnej. Po minimalnej wygranej 1:0 w Belfaście, w Bazylei padł bezbramkowy remis który premiował awansem ekipę Szwajcarii.
Szwajcarzy na mundialu w Rosji grali w grupie E razem z Brazylią, Kostaryką i Serbią. Po remisie 1:1 w pierwszym meczu z Canarinhos, zwycięstwie 2:1 z Serbią oraz remisie 2:2 z Kostaryką Helweci zajęli ostatecznie drugie miejsce w swojej grupie i awansowali do 1/8 finału. W tej fazie mistrzostw ich rywalem była reprezentacja Szwecji. Szwajcarzy przegrali jednak to spotkanie 0:1 i odpadli z turnieju.

## Udział w międzynarodowych turniejach
| 1930 | Nie brała udziału       | Nie brała udziału       |
| 1934 | Awans                   | Ćwierćfinał             |
| 1938 | Awans                   | Ćwierćfinał             |
| 1950 | Awans                   | Faza grupowa            |
| 1954 | Gospodarz               | Ćwierćfinał             |
| 1958 | Nie zakwalifikowała się | Nie zakwalifikowała się |
| 1962 | Awans                   | Faza grupowa            |
| 1966 | Awans                   | Faza grupowa            |
| 1970 | Nie zakwalifikowała się | Nie zakwalifikowała się |
| 1974 | Nie zakwalifikowała się | Nie zakwalifikowała się |
| 1978 | Nie zakwalifikowała się | Nie zakwalifikowała się |
| 1982 | Nie zakwalifikowała się | Nie zakwalifikowała się |
| 1986 | Nie zakwalifikowała się | Nie zakwalifikowała się |
| 1990 | Nie zakwalifikowała się | Nie zakwalifikowała się |
| 1994 | Awans                   | 1/8 finału              |
| 1998 | Nie zakwalifikowała się | Nie zakwalifikowała się |
| 2002 | Nie zakwalifikowała się | Nie zakwalifikowała się |
| 2006 | Awans                   | 1/8 finału              |
| 2010 | Awans                   | Faza grupowa            |
| 2014 | Awans                   | 1/8 finału              |
| 2018 | Awans                   | 1/8 finału              |
| 2022 | Awans                   | 1/8 finału              |

| 1960 | Nie zakwalifikowała się | Nie zakwalifikowała się |
| 1964 | Nie zakwalifikowała się | Nie zakwalifikowała się |
| 1968 | Nie zakwalifikowała się | Nie zakwalifikowała się |
| 1972 | Nie zakwalifikowała się | Nie zakwalifikowała się |
| 1976 | Nie zakwalifikowała się | Nie zakwalifikowała się |
| 1980 | Nie zakwalifikowała się | Nie zakwalifikowała się |
| 1984 | Nie zakwalifikowała się | Nie zakwalifikowała się |
| 1988 | Nie zakwalifikowała się | Nie zakwalifikowała się |
| 1992 | Nie zakwalifikowała się | Nie zakwalifikowała się |
| 1996 | Awans                   | Faza grupowa            |
| 2000 | Nie zakwalifikowała się | Nie zakwalifikowała się |
| 2004 | Awans                   | Faza grupowa            |
| 2008 | Gospodarz               | Faza grupowa            |
| 2012 | Nie zakwalifikowała się | Nie zakwalifikowała się |
| 2016 | Awans                   | 1/8 finału              |
| 2020 | Awans                   | Ćwierćfinał             |
| 2024 | Awans                   | Ćwierćfinał             |

## Stroje
| Okres        | Producenci |
| ------------ | ---------- |
| 1976 – 1989  | Adidas     |
| 1990 – 1992  | Blacky     |
| 1992 – 1998  | Lotto      |
| 1998 – nadal | Puma       |

## Aktualna kadra
26 osobowa kadra na Mistrzostwa Europy 2020, które odbywają się w dniach 11 czerwca 2021–11 lipca 2021. Występy i gole aktualne na 20 czerwca 2021.
| Nr         | Imię i nazwisko     | Data urodzenia       | Występy   | Gole      | Klub                |
| Bramkarze  | Bramkarze           | Bramkarze            | Bramkarze | Bramkarze | Bramkarze           |
| ---------- | ------------------- | -------------------- | --------- | --------- | ------------------- |
| 1          | Yann Sommer         | 17 grudnia 1988      | 64        | 0         | Borussia M'gladbach |
| 12         | Yvon Mvogo          | 6 czerwca 1994       | 4         | 0         | PSV Eindhoven       |
| 21         | Gregor Kobel        | 6 grudnia 1997       | 0         | 0         | Borussia Dortmund   |
| Obrońcy    |                     |                      |           |           |                     |
| 2          | Kevin Mbabu         | 19 kwietnia 1995     | 15        | 0         | VfL Wolfsburg       |
| 3          | Silvan Widmer       | 5 marca 1993         | 18        | 1         | Basel               |
| 4          | Nico Elvedi         | 30 września 1996     | 29        | 1         | Borussia M'gladbach |
| 5          | Manuel Akanji       | 19 lipca 1995        | 32        | 0         | Borussia Dortmund   |
| 13         | Ricardo Rodríguez   | 25 sierpnia 1992     | 84        | 9         | Torino              |
| 17         | Loris Benito        | 7 stycznia 1992      | 13        | 1         | Girondins Bordeaux  |
| 22         | Fabian Schär        | 20 grudnia 1991      | 62        | 8         | Newcastle United    |
| 24         | Bećir Omeragić      | 20 stycznia 2002     | 4         | 0         | Zürich              |
| 25         | Eray Cömert         | 4 lutego 1998        | 6         | 0         | Basel               |
| 26         | Jordan Lotomba      | 29 września 1998     | 2         | 0         | OGC Nice            |
| Pomocnicy  |                     |                      |           |           |                     |
| 6          | Denis Zakaria       | 20 listopada 1996    | 33        | 3         | Borussia M'gladbach |
| 8          | Remo Freuler        | 15 kwietnia 1992     | 32        | 3         | Atalanta BC         |
| 10         | Granit Xhaka (c)    | 27 września 1992     | 97        | 12        | Arsenal             |
| 14         | Steven Zuber        | 17 sierpnia 1991     | 39        | 8         | Eintracht Frankfurt |
| 15         | Djibril Sow         | 6 lutego 1997        | 17        | 0         | Eintracht Frankfurt |
| 20         | Edimilson Fernandes | 15 kwietnia 1996     | 22        | 2         | Mainz 05            |
| 23         | Xherdan Shaqiri     | 10 października 1991 | 94        | 25        | Olympique Lyon      |
| Napastnicy |                     |                      |           |           |                     |
| 7          | Breel Embolo        | 14 lutego 1997       | 46        | 6         | Borussia M'gladbach |
| 9          | Haris Seferović     | 22 lutego 1992       | 77        | 22        | SL Benfica          |
| 11         | Ruben Vargas        | 5 sierpnia 1998      | 14        | 2         | Augsburg            |
| 16         | Christian Fassnacht | 11 listopada 1993    | 8         | 3         | Young Boys          |
| 18         | Admir Mehmedi       | 16 marca 1991        | 75        | 10        | VfL Wolfsburg       |
| 19         | Mario Gavranović    | 24 listopada 1989    | 33        | 14        | Dinamo Zagrzeb      |

## Rekordziści
Kolorem niebieskim zaznaczono wciąż aktywnych piłkarzy
| Lp. | Nazwisko                | Lata gry w kadrze | Mecze | Bramki |
| --- | ----------------------- | ----------------- | ----- | ------ |
| 1.  | Heinz Hermann           | 1978–1991         | 118   | 14     |
| 2.  | Alain Geiger            | 1980–1996         | 112   | 2      |
| 3.  | Granit Xhaka            | 2011–             | 111   | 12     |
| 4.  | Xherdan Shaqiri         | 2010–             | 106   | 26     |
| 5.  | Stéphane Chapuisat      | 1989–2004         | 103   | 21     |
| 6.  | Johann Vogel            | 1995–2007         | 94    | 2      |
| 7.  | Haris Seferović         | 2013–             | 92    | 25     |
| 8.  | Ricardo Rodríguez Araya | 2011–             | 91    | 9      |
| 9.  | Hakan Yakın             | 2000–2011         | 87    | 20     |
| 10. | Alexander Frei          | 2001–2011         | 84    | 42     |

| Lp. | Nazwisko           | Lata gry w kadrze | Bramki | Mecze | Średnia |
| --- | ------------------ | ----------------- | ------ | ----- | ------- |
| 1.  | Alexander Frei     | 2001–2011         | 42     | 84    | 0.5     |
| 2.  | Kubilay Türkyılmaz | 1988–2001         | 34     | 62    | 0.55    |
| 2.  | Max Abegglen       | 1922–1937         | 34     | 68    | 0.5     |
| 4.  | Jacques Fatton     | 1946–1955         | 29     | 52    | 0.56    |
| 4.  | André Abegglen     | 1927–1943         | 29     | 53    | 0.55    |
| 6.  | Xherdan Shaqiri    | 2010–             | 26     | 106   | 0.25    |
| 7.  | Adrian Knup        | 1989–1996         | 25     | 48    | 0.52    |
| 7.  | Haris Seferović    | 2013–             | 25     | 92    | 0.27    |
| 9.  | Josef Hügi         | 1951–1961         | 23     | 34    | 0.68    |
| 10. | Charles Antenen    | 1948–1962         | 22     | 56    | 0.39    |

## Trenerzy Szwajcarii od lat 90.
- 1989-91 –  Uli Stielike
- 1992-95 –  Roy Hodgson
- 1996-96 –  Artur Jorge
- 1996-98 –  Rinus Israel
- 1998-99 –  Gilbert Gress
- 2000-01 –  Enzo Hector Trossero
- 2001-08 –  Köbi Kuhn
- 2008-14 –  Ottmar Hitzfeld
- 2014-21 –  Vladimir Petković
- od 2021 –  Murat Yakın